# Harry Hoppe
Harry Hoppe (ur. 11 lutego 1894 w Brunszwiku, zm. 23 sierpnia 1969 w Wetzlar) – niemiecki generał, dowódca 126 Dywizji Piechoty i 278 Dywizji Piechoty.

## Życiorys
Harry Hoppe urodził się 11 lutego 1984 w Brunszwiku. Prawdziwe imię – Arthur zmienił w swoje urodziny w 1943 roku. Był nazywany Stanem Laurelem ze względu na podobieństwo do angielskiego komika.
Hoppe dołączył do armii w wieku 20 lat. Służył w 92 Pułku Piechoty w Brunszwiku. Walczył podczas I wojny światowej i został dwukrotnie ranny. Po wojnie wstąpił do Freikorps.
14 października 1942 roku, objął stanowisko dowódcy 126 Dywizji Piechoty a 10 grudnia 1944, stanął na czele 278 Dywizji Piechoty.
2 maja 1945 dostał się do brytyjskiej niewoli, z której został zwolniony 15 dni później.

## Odznaczenia
- Krzyż Żelazny II Klasy (Cesarstwo Niemieckie) (20 marca 1916)[4]
- Krzyż Żelazny I Klasy (Cesarstwo Niemieckie) (15 marca 1917)[4]
- Order Domowy Hohenzollernów z Mieczami (17 kwietnia 1918)[4]
- Srebrna Odznaka za Rany (Cesarstwo Niemieckie)[3]
- Okucie Ponownego Nadania Krzyża Żelaznego II Klasy (26 września 1939)[4]
- Okucie Ponownego Nadania Krzyża Żelaznego I Klasy (12 lipca 1941)[4]
- Krzyż Rycerski Krzyża Żelaznego (12 września 1941)[4]
  - Liście Dębu (18 grudnia 1944)[4]
- Złoty Krzyż Niemiecki (16 maja 1942)[4]
- Odznaka za 25-letnią Służbę w Heer[3]
- Srebrna Odznaka Szturmowa Piechoty[4]
- Medal za Kampanię Zimową na Wschodzie 1941/1942[4]
- Krzyż Honorowy dla Walczących na Froncie[4]
- Odznaka Honorowa Muru Ochronnego[3]
- Medal Pamiątkowy Wojny (wojskowy)[3]